# Rutland Boughton
Rutland Boughton (Aylesbury, 23 gennaio 1878 – Barnes, 25 gennaio 1960) è stato un compositore britannico che divenne famoso all'inizio del XX secolo come compositore di opera e musica corale.
La sua opera comprende tre sinfonie, diversi concerti, canzoni a più voci, canzoni, musica da camera e opera (che chiamava "dramma musicale" da Wagner). La sua opera più nota è stata The Immortal Hour. Anche il suo Bethlehem (1915), basato sul Coventry Nativity Play e notevole per i suoi arrangiamenti corali di canti natalizi tradizionali, divenne molto popolare tra le società corali di tutto il mondo.
Tra le sue numerose opere, il prolifico Boughton compose una serie completa di cinque opere di miti arturiani, scritte in un periodo di trentacinque anni: The Birth of Arthur (1909), The Round Table (1915-1916), The Lily Maid (1933-1934), Galahad (1943-1944) e Avalon (1944-1945). Altre opere di Boughton comprendono The Moon Maiden (1918), Alkestis (1920-22) e The Ever Young (1928-1929).
Attraverso il Boughton Trust (vedi sotto), molte delle sue opere principali sono state registrate e sono disponibili su disco tra cui The Immortal Hour, Bethlehem, Sinfonia n. 1 Oliver Cromwell, Sinfonia n. 2 Deirdre, Sinfonia n. 3, Concerto per Oboe n. 1, quartetti per archi e vari pezzi e canzoni da camera.
Oltre alle sue composizioni Boughton è ricordato per il suo tentativo di creare una "Bayreuth inglese" a Glastonbury, dando vita alla prima serie di Glastonbury Festival, che andarono avanti con un enorme successo dal 1914 al 1926.

## Biografia
Rutland Boughton era il figlio del droghiere William Boughton (1841-1905) il cui negozio si trovava in Buckingham Street nella città di Aylesbury, nel Buckinghamshire. Fin dalla tenera età mostrò segni di talento eccezionale per la musica anche se le opportunità di formazione formale non furono immediatamente disponibili. Nel 1892 fu apprendista presso un'agenzia di concerti di Londra e sei anni dopo attirò l'attenzione di diversi musicisti importanti tra cui membri della Famiglia Rothschild che gli permisero di raccogliere fondi sufficienti per studiare al Royal College of Music di Londra.
Durante la sua permanenza all'RCM Boughton studiò con Charles Villiers Stanford e Walford Davies dal 1898 al 1901. In seguito iniziò a lavorare ad hoc prima nella fossa dell'Haymarket Theatre, poi come accompagnatore ufficiale del baritono David Ffrangcon-Davies (la cui figlia, Gwen, in seguito fu associata ai Glastonbury Festivals nel suo famoso ruolo Etain in The Immortal Hour). Nel 1903 sposò la figlia dell'ex vicino di Aylesbury, Florence Hobley; visse per pentirsi del matrimonio. Fu nel 1905 (l'anno in cui completò la sua prima sinfonia Oliver Cromwell) che fu contattato da Sir Granville Bantock per diventare un membro dello staff del Birmingham and Midland Institute of Music (ora Birmingham Conservatoire).

### Birmingham ed il Midland Institute of Music
Mentre era a Birmingham (dal 1905 al 1911) a Boughton furono offerte molte nuove opportunità e si fece molti amici. Si dimostrò un eccellente insegnante e un eccezionale direttore di coro che gli valse molti riconoscimenti. Era attratto dalle idee socialiste tramite gli scritti di John Ruskin, William Morris, Edward Carpenter e George Bernard Shaw, con quest'ultimo sviluppò una relazione duratura. Fu sempre in quegli anni che si affezionò alla giovane studentessa d'arte, Christina Walshe, che in seguito diventerà la sua compagna e il suo "braccio destro" artistico per i suoi progetti a Glastonbury. La sua amicizia con Shaw era iniziata quando Boughton era stato rifiutato dopo un invito a collaborare a un'opera. Shaw inizialmente rifiutò di essere associato a qualsiasi musica di Boughton, ma Boughton non mollò e alla fine Shaw si rese conto che avevano qualcosa in comune che doveva durare.
Dal suo processo di auto-scoperta e autoeducazione derivarono gli obiettivi artistici che avrebbero occupato Boughton per tutta la sua vita. Da giovane pianificò un ciclo di drammi di quattordici giorni sulla vita di Cristo, in cui la storia sarebbe stata rappresentata su un piccolo palco nel mezzo di un'orchestra mentre i solisti e il coro avrebbero commentato l'azione. Sebbene questo progetto non sia approdato a nulla, l'idea rimase con lui e nel 1907 la scoperta di Boughton delle teorie e delle pratiche di Richard Wagner, combinata con la sua impressione che la visione della chiesa del cristianesimo fosse in qualche modo fallita, portò a un altro argomento: Re Artù.
Basandosi sul Ciclo dell'Anello di Bayreuth, e parallelamente alle idee del giovane poeta Reginald Buckley nel suo libro Arthur of Britain, Boughton decise di creare una nuova forma di opera che in seguito chiamò "dramma corale". A questo punto i tre collaboratori, Boughton, Buckley e Walshe, cercarono di istituire un festival nazionale del teatro. Mentre il Covent Garden di Londra era l'ideale per il repertorio operistico consolidato, non si sarebbe dimostrato così per i piani che avevano Boughton e Buckley e alla fine decisero di costruire il proprio teatro e, usando i talenti locali, di istituire una forma di comune o cooperativa.
All'inizio Letchworth Garden City nell'Hertfordshire fu considerata un luogo adatto per il progetto (l'Arts and Crafts Movement era importante a quel tempo), ma in seguito si rivolse alla città di Glastonbury, nel Somerset, il presunto luogo di riposo di Re Artù e in una zona intrisa di leggenda. Nel frattempo, Sir Dan Godfrey e la sua orchestra di Bournemouth si erano guadagnati la reputazione di appoggiare la nuova musica inglese e fu qui che la prima opera di Boughton del ciclo arturiano, The Birth of Arthur, fu eseguita per la prima volta. Fu sempre a Bournemouth dove la 2ª sinfonia di Boughton ebbe una prima audizione e The Queen of Cornwall fu eseguita per la prima volta usando un'orchestra, alla presenza di Thomas Hardy sulla cui poesia era basata l'opera.

### Glastonbury
Dal 1911 Boughton si era dimesso da Birmingham e si era trasferito a Glastonbury dove, insieme a Walshe e Buckley, iniziò a concentrarsi sulla creazione della prima scuola estiva di musica nazionale del paese. La prima produzione non fu il ciclo arturiano, ma quella del nuovo dramma corale di Boughton, The Immortal Hour, composto nel 1912, che con un appello nazionale per raccogliere fondi fu prodotto con il pieno sostegno di Sir Granville Bantock, Thomas Beecham, John Galsworthy, Eugene Goossens, Gustav Holst, Dame Ethel Smyth, Shaw e altri. Sir Edward Elgar promise di porre la prima pietra e Beecham di prestare la sua orchestra di Londra. Tuttavia, nell'agosto 1914, mese fissato per l'apertura della prima produzione, la prima guerra mondiale era stata dichiarata e tutti i piani dovettero essere rinviati. Boughton, era però determinato a procedere e il Festival iniziò e al posto dell'orchestra di Beecham, usò un pianoforte a coda e invece di un teatro, le Sale delle Assemblee locali che sarebbero rimaste il centro delle attività fino alla fine dei Festival nel 1926; a quel punto Boughton aveva montato oltre 350 opere in palcoscenico, 100 concerti da camera, una serie di mostre e una serie di conferenze e recital, qualcosa di mai visto prima in Inghilterra. Nel 1922 i Boughton's Festival Players andarono in tournée e si stabilirono a Bristol nella Folk Festival House (ora demolita) ed a Bournemouth.
Dal 1911 Boughton lavorò anche come critico musicale, inizialmente per il Daily Citizen e il Daily Herald, e negli anni successivi per il Sunday Worker.
Il lavoro più importante e di maggior successo di Boughton è l'opera The Immortal Hour, un adattamento dell'opera teatrale di Fiona Macleod (lo pseudonimo di William Sharp) basata sulla Mitologia celtica. Avendo avuto successo a Glastonbury e ben accolto a Birmingham, il direttore dell'allora nuovo Birmingham Repertory Theatre, Barry Jackson, decise di portare la produzione del Glastonbury Festival Players a Londra dove raggiunse il record di oltre 600 esibizioni. Al suo arrivo al Regent Theatre nel 1922, si assicurò una serie iniziale di oltre 200 spettacoli consecutivi e altri 160 nel 1923, con una ripresa di grande successo nel 1932. La gente venne a vedere l'opera in più di un'occasione (compresi i membri della famiglia reale) e soprattutto per vedere e ascoltare la giovane Gwen Ffrangcon-Davies la cui interpretazione di Etain diede il via alla sua carriera di attrice professionista.
Oltre a The Immortal Hour e Bethlehem, le sue altre opere The Queen of Cornwall (1924) basate sull'opera di Thomas Hardy e Alkestis (1922) basate sulla traduzione di Gilbert Murray dell'opera greca Alcesti, di Euripide (che fu eseguita al Covent Garden dalla British National Opera Company e fu trasmessa dalla nascente British Broadcasting Company, entrambi nel 1924), furono anche molto ben accolti. Questi ultimi lavori non sono più stati ascoltati pubblicamente dalla metà degli anni '60 quando l'originale Boughton Trust, organizzato da Adolph Borsdorf, sponsorizzava concerti professionali a Londra e Street nel Somerset.
La caduta dei festival di Glastonbury fu affrettata quando Boughton, simpatizzando per la serrata dei minatori e lo sciopero generale del 1926, insistette per mettere in scena la sua popolarissima opera sulla Natività Bethlehem (1915) alla Church House, Westminster, Londra, con Gesù nato nella casa di un minatore ed Erode come un capitalista con il cappello a cilindro, affiancato da soldati e polizia. L'evento causò molto imbarazzo alla gente di Glastonbury che ritirò il proprio sostegno a Boughton, causando la liquidazione dei Festival Players.

### Età avanzata

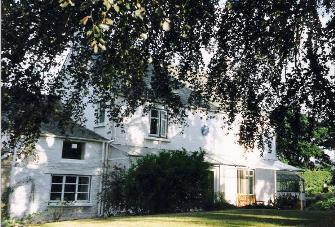
Beavans Hill, Kilcot

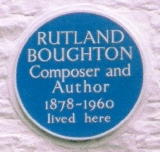
Targa commemorativa a Kilcot

Dal 1927 fino alla sua morte nel 1960, Boughton visse a Kilcot, vicino a Newent nel Gloucestershire, dove completò le ultime due opere del suo ciclo arturiano (Avalon e Galahad, che fino ad oggi non sono state eseguite) e produsse alcune delle sue opere più belle, la cui qualità si è concretizzata solo negli ultimi vent'anni. Queste includono la sua 2ª e 3ª sinfonia (quest'ultima fu eseguita per la prima volta al London Kingsway Theatre nel 1939 alla presenza, tra gli altri, di Ralph Vaughan Williams, Clarence Raybould e Alan Bush), una serie di brani per oboe (inclusi due concerti, uno dedicato alla sua talentuosa figlia Joy Boughton e l'altro a Léon Goossens), musica da camera e numerosi brani orchestrali. Nel 1934 e nel 1935 Boughton tentò di ripetere i suoi precedenti successi a Glastonbury con festival commissionati a Stroud e Bath e questi videro l'uscita di nuove opere, The Lily Maid (la terza opera del ciclo arturiano) e The Ever Young. La fama di Boughton fu, tuttavia, influenzata dalle sue tendenze politiche verso il Comunismo e la sua musica fu successivamente trascurata per i successivi quarant'anni. Boughton morì a casa di sua figlia Joy a Barnes, Londra, nel 1960.

## Citazioni su Boughton
- "Credo che le opere di Boughton alla fine saranno considerate come uno dei risultati più notevoli nella storia della nostra musica" - Charles Kennedy Scott, 1915
- "The Immortal Hour è un'opera di genio" - Sir Edward Elgar, 1924
- "... The Immortal Hour mi incanta. L'intera cosa mi ha colpito" - Dame Ethel Smyth, 1922
- "Ora che Elgar se ne è andato, abbiamo l'unico stile inglese personale originale sul mercato...Penso di aver acquisito un grande gusto per questo" - George Bernard Shaw, 1934
- "Ricordo vividamente come Boughton ha fatto vivere i suoi personaggi e l'effetto magistrale della sua scrittura corale" - Sir Arthur Bliss su The Immortal Hour, 1949
- "In qualsiasi altro paese un'opera come The Immortal Hour sarebbe stata nel repertorio già anni fa" - Ralph Vaughan Williams, 1949

## Il Rutland Boughton Music Trust
Il Rutland Boughton Music Trust è stato fondato nel 1978, l'anno del centenario del compositore, per incoraggiare le esibizioni e sponsorizzare le registrazioni delle sue opere. Molte di queste, comprese alcune anteprime mondiali, ora appaiono su disco con l'etichetta Hyperion Records. La sinfonia di Oliver Cromwell, ascoltata per la prima volta nel 2005, e tre delle Songs of the English (ascoltate l'ultima volta intorno al 1904/5) sono state pubblicate da Dutton, così come una selezione di Songs per mezzosprano e pianoforte sull'etichetta della British Music Society . La Dutton ha anche pubblicato la prima registrazione mondiale dell'adattamento di Boughton dell'opera di Thomas Hardy, The Queen of Cornwall, sponsorizzato dal Trust.

## Composizioni (elenco parziale)

### Drammatica

#### Dramma musicale
- The Birth of Arthur (1909)
- The Immortal Hour (1912–13)
- Bethlehem (1915)
- The Round Table (1915–16)
- Alkestis (1920–22)
- The Queen of Cornwall (1923–24)
- The Ever Young (1928–29)
- The Lily Maid (1933–34)
- Galahad (1943–44)
- Avalon (1944–45)

#### Opere drammatiche più brevi
- The Chapel in Lyonesse (1904)
- Agincourt (1918)
- The Moon Maiden (1918)

#### Balletto
- Death Dance of Grania (1912)
- Snow White (1914)
- The Death of Columbine (1918)
- May Day (1926–27)

#### Musiche di scena
- Dante and Beatrice (c. 1902)
- The Land of Heart's Desire (1917)
- Little Plays of St Francis (1924–25)
- Isolt (1935)

### Orchestra
- A Summer Night, poema sinfonico (1899, rivisto nel 1903)
- The Chilterns, suite sinfonica (1900)
- Britannia, marcia sinfonica (1901)
- Variazioni su un tema di Purcell (1901)
- Imperial Elegy: Into the Everlasting, poema sinfonico (1901)
- Troilus and Cressida (Thou and I), poema sinfonico (1902)
- School for Scandal, ouverture (1903)
- Sinfonia n. 1, Oliver Cromwell (1904–05)
- Love in Spring, poema sinfonico (1906)
- Three Folk Dances, per orchestra d'archi (1912)
- The Round Table, ouverture (1916)
- The Queen of Cornwall, ouverture (1926)
- Sinfonia n. 2, Deirdre (1926–27)
- Three Flights for Orchestra (1929)
- Winter Sun (1932)
- Overture al ciclo arturiano (1936)
- Sinfonia n. 3 in si minore (1937)
- Rondo in Wartime (1941)
- Preludio orchestrale su un inno di Natale (1941)
- Reunion Variations (1945)
- Aylesbury Games, suite per orchestra d'archi (1952)

### Concerti
- Concerto per oboe e archi n. 1 in do (1936)
- Concerto per oboe e archi n. 2 in sol (1937)
- Concerto per flauto e archi (1937)
- Concerto per orchestra d'archi (1937)
- Concerto per tromba e orchestra (1943)

### Musica da camera
- Celtic Prelude "The Land of Heart’s Desire" (1921)
- Sonata per violino (1921)
- Quartetto per archi n. 1 in la, The Greek (1923)
- Quartetto per archi n. 2 in fa, From the Welsh Hills (1923)
- Trio per flauto, oboe e pianoforte (1925)
- Quartetto per oboe n. 1 (1932)
- Three Songs without Words, per quartetto di oboe (1937)
- Trio d'archi (1944)
- Quartetto per oboe n. 2 (1945)
- Trio per pianoforte (1948)
- Sonata per violoncello (1948)

### Musica corale
- The Skeleton in Armour, per coro e orchestra (1898, rivisto nel 1903)
- Sir Galahad, per coro e orchestra (1898)
- The Invincible Armada, per coro e orchestra (1901)
- Two sets of Choral Variations, per coro non accompagnato (1905)
- Midnight, symphonic poema per coro e orchestra (1907)
- The City, mottetto per coro non accompagnato (1909)
- Six Spiritual Songs, per coro non accompagnato (1910)
- Six Celtic Choruses, per coro non accompagnato (1914)
- The Cloud, per coro e orchestra (1923)
- Pioneers, per coro e orchestra (1925)
- Child of Earth, ciclo per coro non accompagnato (1927)

### Canzoni
- Songs of the English (1901)
- Four Faery Songs (1901)
- Six Songs of Manhood (1903)
- Five Celtic Songs (1910)
- Songs of Womanhood (1911)
- Songs of Childhood (1912)
- Symbol Songs (1920)
- Four Everyman Songs (1922)
- Three Hardy Songs (1924)

## Partiture
La maggior parte degli spartiti manoscritti originali di Boughton può essere visionata alla British Library, Euston Road, Londra.
Una vasta gamma di musica stampata e altro materiale di Rutland Boughton si trova nella biblioteca del Royal College of Music.
Le richieste sulla disponibilità di spartiti per l'esecuzione devono essere rivolte a The Rutland Boughton Music Trust o in alcuni casi tramite l'editore appropriato.